# Liste der Naturdenkmale in Aue-Bad Schlema
Die Liste der Naturdenkmale in Aue-Bad Schlema nennt die Naturdenkmale in Aue-Bad Schlema im sächsischen Erzgebirgskreis.

## Definition
„Naturdenkmäler sind rechtsverbindlich festgesetzte Einzelschöpfungen der Natur oder entsprechende Flächen bis zu fünf Hektar, deren besonderer Schutz erforderlich ist
1. aus wissenschaftlichen, naturgeschichtlichen oder landeskundlichen Gründen oder
2. wegen ihrer Seltenheit, Eigenart oder Schönheit.“

„§ 18 – Naturdenkmäler – (zu § 28 BNatSchG)
(1) Die Erklärung nach § 22 Abs. 1 BNatSchG von Teilen von Natur und Landschaft als Naturdenkmal erfolgt durch Rechtsverordnung oder Einzelanordnung.
(2) Über § 28 Abs. 1 BNatSchG hinaus können Naturdenkmäler zur Sicherung von Lebensgemeinschaften oder Lebensstätten von im Bestand gefährdeten oder streng geschützten Arten festgesetzt werden.“

## Liste
Link zu einem Kartenansichtstool, um Koordinaten zu setzen.
| Bild                          | Bezeichnung | Lage                                           | Beschreibung         | Datum                                                                                               | Nummer     |
| ----------------------------- | ----------- | ---------------------------------------------- | -------------------- | --------------------------------------------------------------------------------------------------- | ---------- |
| mehr Fotos \| Fotos hochladen | Basteihang  | Alberoda (50° 37′ 11,5″ N, 12° 41′ 33,5″ O)    | Fläche: ca. 42005 m² | Verordnung des Landratsamtes des Westerzgebirgskreises als Untere Naturschutzbehörde vom 29.09.1954 | 364.23-015 |
| mehr Fotos \| Fotos hochladen | Felsklippe  | Bad Schlema (50° 37′ 3,3″ N, 12° 40′ 54,4″ O)  | Fläche: ca. 262 m²   | Verordnung des Landkreises Aue-Schwarzenberg vom 16.07.1998                                         | 364.23-022 |
| mehr Fotos \| Fotos hochladen | Marktsteig  | Alberoda (50° 37′ 8,6″ N, 12° 42′ 6,3″ O)      | Fläche: ca. 8791 m²  | Verordnung des Landratsamtes Aue vom 15.04.1994                                                     | 364.23-016 |
| mehr Fotos \| Fotos hochladen | Roter Kamm  | Bad Schlema (50° 36′ 4,6″ N, 12° 39′ 15,3″ O)  | Fläche: ca. 208 m²   | Beschluss des Rates des Kreises Aue Nr. 142 vom 04.12.1975                                          | 364.23-021 |
| BW                            | Silberbach  | Bad Schlema (50° 37′ 11,5″ N, 12° 38′ 23,5″ O) | Fläche: ca. 31881 m² | Verordnung des Landkreises Aue-Schwarzenberg vom 01.07.1997                                         | 364.23-023 |
| BW                            | Kirchwiese  | Bad Schlema (50° 37′ 18,1″ N, 12° 37′ 58,3″ O) | Fläche: ca. 18623 m² | Beschluss des Rates des Kreises Aue Nr. 35 vom 03.05.1990                                           | 364.23-020 |